# Morafeno (Vatovavy-Fitovinany)
Morafeno is een plaats en gemeente in Madagaskar gelegen in het district Mananjary van de regio Vatovavy-Fitovinany. Er woonden bij de volkstelling in 2001 ongeveer 13.000 mensen.
In de plaats is basisonderwijs beschikbaar. 74,5% van de bevolking is landbouwer. Het belangrijkste gewas is rijst, maar er wordt ook koffie en peper verbouwd. 25% van de bevolking is werkzaam in de industriesector en 0,5% in de dienstensector.